# Lindow
Lindow (pronunciación en alemán: /ˈlɪndoː/ⓘ) es una localidad alemana del estado de Brandeburgo en el landkreis de Prignitz Oriental-Ruppin. Está situada a 29 y 60 km al norte de las ciudades de Oranienburg y de Berlín, respectivamente. 
Donde actualmente se encuentra esta localidad, existía un convento de monjas en el siglo XIII. Esta población fue mencionada por primera vez en 1375 como un condado dentro del Margraviato de Brandeburgo.

## Demografía
- Desarrollo de la población en los actuales límites (Línea azul: Habitantes -- Línea de puntos: Comparación con el desarrollo de Brandenburgo; Fondo gris: Período del gobierno nazi -- Fondo Rojo: Época communista)

| Año  | Habitantes |
| ---- | ---------- |
| 1875 | 3 134      |
| 1890 | 3 059      |
| 1910 | 2 777      |
| 1925 | 3 117      |
| 1933 | 3 298      |
| 1939 | 3 532      |
| 1946 | 5 476      |
| 1950 | 4 702      |
| 1964 | 3 829      |
| 1971 | 4 047      |

| Año  | Habitantes |
| ---- | ---------- |
| 1981 | 3 834      |
| 1985 | 3 798      |
| 1989 | 3 712      |
| 1990 | 3 636      |
| 1991 | 3 530      |
| 1992 | 3 505      |
| 1993 | 3 464      |
| 1994 | 3 482      |
| 1995 | 3 467      |
| 1996 | 3 470      |

| Año  | Habitantes |
| ---- | ---------- |
| 1997 | 3 455      |
| 1998 | 3 502      |
| 1999 | 3 525      |
| 2000 | 3 516      |
| 2001 | 3 485      |
| 2002 | 3 436      |
| 2003 | 3 386      |
| 2004 | 3 309      |
| 2005 | 3 276      |
| 2006 | 3 243      |

| Año  | Habitantes |
| ---- | ---------- |
| 2007 | 3 194      |
| 2008 | 3 159      |
| 2009 | 3 102      |
| 2010 | 3 097      |
| 2011 | 3 075      |
| 2012 | 3 047      |
| 2013 | 3 038      |